# Wildflower (film, 2022)
 (mai 2022).
Si vous disposez d'ouvrages ou d'articles de référence ou si vous connaissez des sites web de qualité traitant du thème abordé ici, merci de compléter l'article en donnant les références utiles à sa vérifiabilité et en les liant à la section « Notes et références ».
Pour plus de détails, voir Fiche technique et Distribution.
Wildflower est un film américain réalisé par Matt Smukler et sorti en 2022.
Il est présenté au festival international du film de Toronto 2022.

## Distribution
- Kiernan Shipka : Bea Johnson
- Ryan Kiera Armstrong : Bea Johnson jeune
- Alexandra Daddario : Joy
- Jean Smart
- Jacki Weaver
- Charlie Plummer
- Reid Scott
- Brad Garrett
- Chris Mulkey
- Dash Mihok
- Josh Plasse : Tyler
- Victor Rasuk : Mr. Vasquez
- Amanda Jones : Gina
- Clayton Royal Johnson : Andy
- Kimleigh Smith : Docteur Brown